# Branko Cikatić
Branko «The Croatian Tiger» Cikatić (Split, 4 de octubre de 1955-Solin, 22 de marzo de 2020) fue un kickboxer croata, el primero que ganó el K-1 World Grand Prix el 30 de abril de 1993 en Japón.

## Biografía
Cikatić sorprendió a todos los aficionados de las artes marciales en 1993 al adjudicarse la final del K-1 World Grand Prix después de derrotar a sus tres oponentes en la misma noche, incluyendo al neerlandés Ernesto Hoost en la final. Hasta el momento es el más viejo ganador del torneo con 38 años y 208 días.
Después continuó disputando combates, incluyendo artes marciales mixtas en 1998 en PRIDE Fighting Championships. Su debut en PRIDE fue ante Ralph White bajo el formato de reglas de la K-1. Perdió por descalificación después de una patada a la cabeza. Retornó en el Pride 2, para pelear con reglas de artes marciales mixtas contra Mark Kerr. También fue descalificado en esta ocasión. Su siguiente combate en Pride 7 finalizó por derrota por sumisión ante Maurice Smith.
Falleció a los sesenta y cuatro años el 22 de marzo de 2020.

## Récord de artes marciales mixtas
| Total      | Total     | 0 Victorias | 2 Derrotas |
| ---------- | --------- | ----------- | ---------- |
| 2 combates | (T)Nocaut | 0           | 0          |
| Sumisión   | 0         | 1           |            |
| Decisión   | 0         | 0           |            |

| Resultado | Récord | Rival         | Método          | Evento  | Fecha      | Asalto | Tiempo |
| --------- | ------ | ------------- | --------------- | ------- | ---------- | ------ | ------ |
| Derrota   | 0-2    | Maurice Smith | Sumisión        | PRIDE 7 | 12/09/1999 | 1      | 7:33   |
| Derrota   | 0-1    | Mark Kerr     | Descalificación | PRIDE 2 | 15/03/1998 | 1      | 2:14   |